# Teylingen (mittelalterliches Adelsgeschlecht)
Die Herren van Teylingen waren ein holländisches Adelsgeschlecht, das im Laufe des Mittelalters eine bedeutende Rolle im Umfeld der Grafen von Holland spielte.

## Historie

### Van Teylingen zu Teylingen
Das Geschlecht der van Teylingen war womöglich einer außerehelichen Verbindung der Grafen von Holland aus der Dynastie der Gerulfinger entstammend. Als ältester Stammherr fungiert ein Ritter namens Gerrit (oder Gerard), der in einer Urkunde aus dem Jahre 1143 vermeldet wurde. Gerrit van Teylingen war im Jahre 1164 verstorben; sein Sohn Hugo folgte ihm als (Grund)herr von Teylingen nach. Dieser wurde wiederum im Jahre 1172 durch seinen Sohn Wilhelm abgelöst. Um 1200 ließ sich Wilhelm I. van Teylingen die Burg Teylingen erbauen.
Wilhelm I. verstarb im Jahre 1215. Seine drei Söhne waren Dirk I., Wilhelm II. und Gerard. Dirk I. van Teylingen-Brederode wurde der Stammvater der edlen Herren von Brederode, während Wilhelm II., der ein Vertrauensmann des holländischen Grafenhauses war, seinem Vater als Herr von Teylingen nachfolgen konnte.
Als Wilhelm II. im Jahre 1244 verstorben war, wurde er von seinem Sohn Dirk beerbt. Dieser war ein politisch Vertrauter von Graf Floris V. von Holland. Dirk, im Jahre 1282 verstorben, hinterließ keinen männlichen Erben.

### Diverse andere Familienzweige
Aus späterer Zeit sind van Teylingens aus anderen Familienzweigen bekannt. In den Beschreibungen und Monumenten des Genealogen Aernout van Buchel sind ihre Ahnentafeln auf diversen Grabsteinen abgebildet. Auch Maria van Malsen, die Ehefrau von Dietrich Sonoy, entstammte dem Geschlecht derer van Teylingen.
Auch das später in den Grafenstand erhobene Geschlecht der van der Duyn entstammte via den Brederodes den Herren van Teylingen.

## Wappen
Das Familienwappen derer van Teylingen zeigt auf goldenem Grund einen roten Löwen (den Grafen von Holland entnommen) mit ausgefahrenen Krallen und einem in silber oder blau gehaltenen Turnierkragen über seiner Brust. Dieser Balken ist mit drei "Pfeilern" versehen. Das Gemeindewappen von Teylingen führt sein Wappen hierauf zurück.